# Баян-Булак
Баян-Була́к (бур. Баян Булаг — «богатый родник, ключ») — село в Агинском муниципальном районе» Агинского Бурятского округа Забайкальского края. Входит в состав сельского поселения Урда-Ага.

## География
Находится на реке Мухар-Булак, в 40 км (по прямой) к югу от центра сельского поселения — села Урда-Ага.
Климат
Климат характеризуется как резко континентальный засушливый. Абсолютный минимум температуры воздуха самого холодного месяца (января) составляет −56 °C; абсолютный максимум самого тёплого месяца (июля) — 38 °C. Среднегодовое количество атмосферных осадков составляет 250—380 мм.

## История
Образовано в 1923 году.

## Население
| 2010 | 2021 |
| ---- | ---- |
| 191  | ↘179 |

национальный состав
Согласно результатам переписи 2002 года, в национальной структуре населения буряты составляли 100 % из 221 чел..

## Инфраструктура
30 домов.

## Транспорт
Гравийно-щебеночная дорога районного значения Судунтуй — Зуткулей. 